# جون نيلسون (ممثل)
جون نيلسون (بالإنجليزية: John Allen Nelson)‏ هو كاتب سيناريو وممثل أمريكي، ولد في 28 أغسطس 1959 بسان أنطونيو في الولايات المتحدة. بدأ مشواره المهني سنة 1983.

## أعمال

### مسلسلات
- 24
- تشريح غراي
- ميامي
- كاسل

## وصلات خارجية
- جون نيلسون على موقع IMDb (الإنجليزية)
- جون نيلسون على موقع ألو سيني (الفرنسية)
- جون نيلسون على موقع أول موفي (الإنجليزية)
- جون نيلسون على موقع قاعدة بيانات الأفلام السويدية (السويدية)
- جون نيلسون على موقع إن إن دي بي (الإنجليزية)
- جون نيلسون على موقع قاعدة بيانات الفيلم (الإنجليزية)
- جون نيلسون على موقع كينوبويسك (الروسية)